# Carex obispoensis
Carex obispoensis är en halvgräsart som beskrevs av John William Stacey. Carex obispoensis ingår i släktet starrar, och familjen halvgräs. Inga underarter finns listade i Catalogue of Life.